# 塩谷定好
塩谷 定好（しおたに ていこう、本名：しおたに さだよし、1899年10月22日 - 1988年10月28日）は、日本の写真家。

## 経歴

### 人物
鳥取県東伯郡赤崎村（現・琴浦町）に生まれる。生家は廻船問屋である。

### 塩谷家

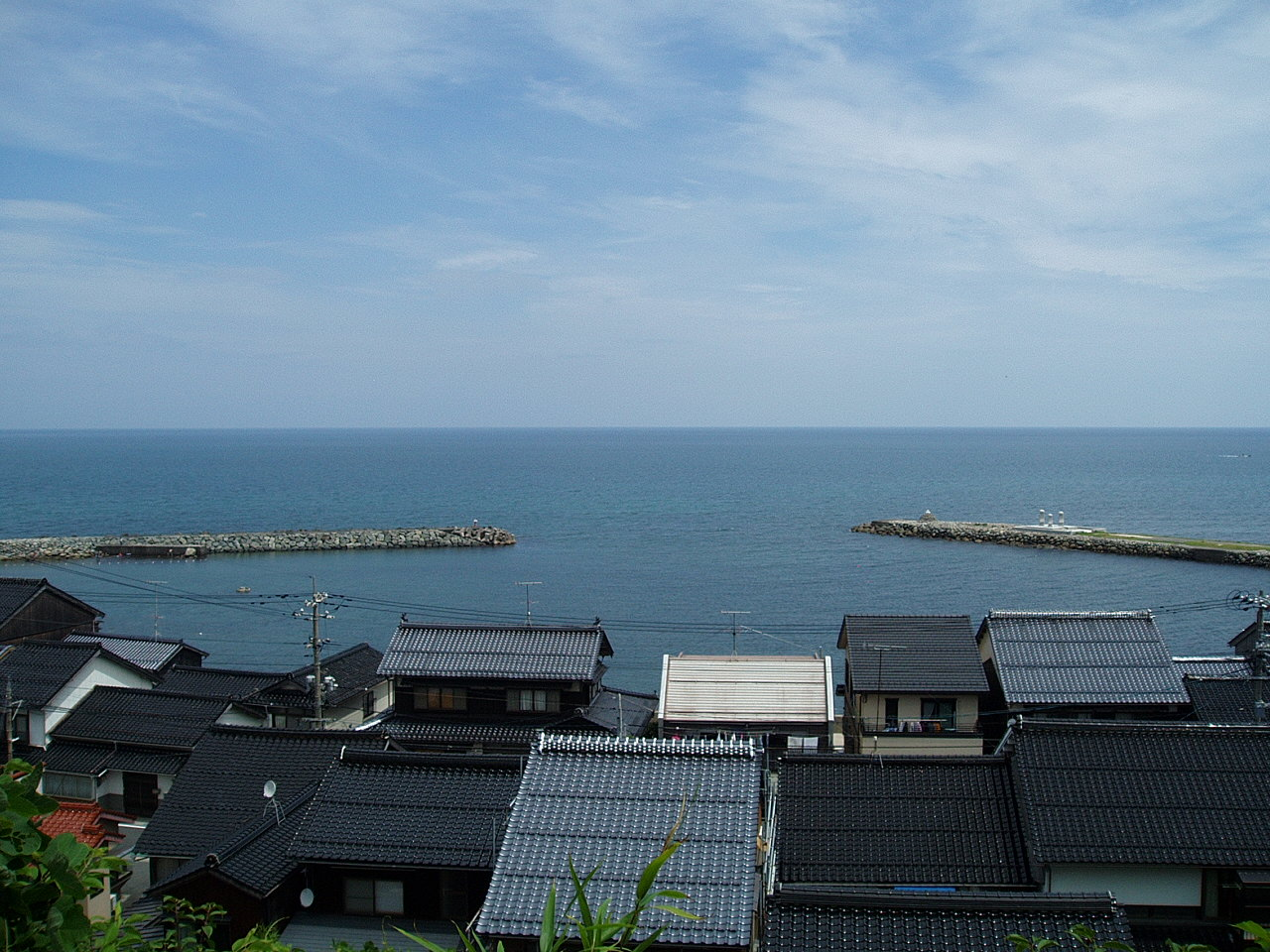
菊港

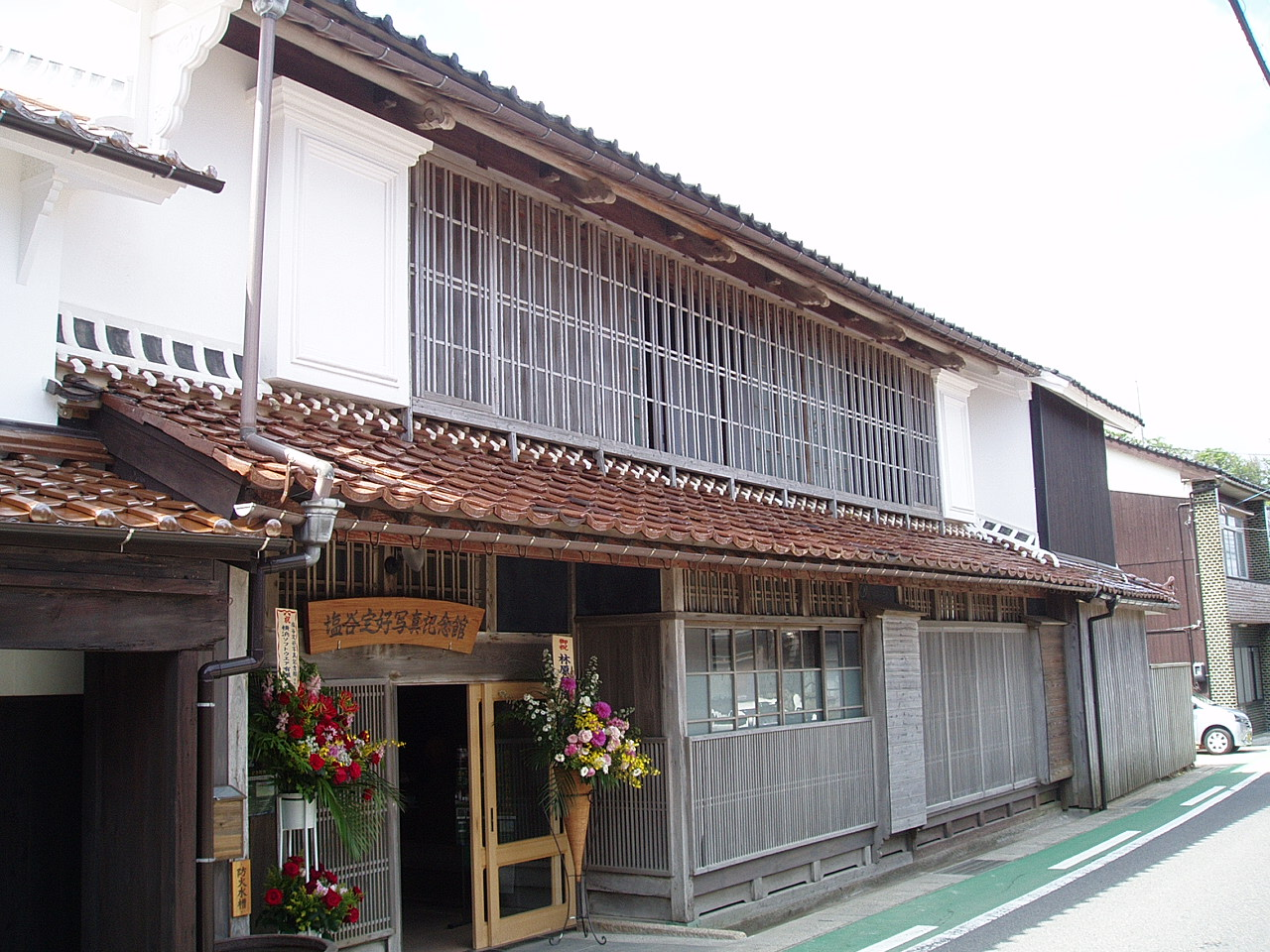
塩谷定好写真記念館（生家）

### 塩谷定好写真記念館
明治初期の商家である生家は塩谷家により寄贈され、「NPO法人塩谷定好フォトプロジェクト」により、作品展示を行う記念館として整備され、塩谷定好写真記念館として2014年4月26日に開館した。

## 年譜
- 1899年（明治32年）: 10月22日　鳥取県東伯郡赤崎村（現・琴浦町）に生まれる
- 1917年（大正6年）: 鳥取県立農学校（現・鳥取県立倉吉農業高等学校）卒業
- 1919年（大正8年）: 「ベストクラブ」創設（赤碕町）
- 1927年（昭和2年）: 「芸術写真研究会」（東京）会員
- 1928年（昭和3年）: 「日本光画協会」（京都）会員
- 1934年（昭和9年）: 「国際写真サロン」連続入選、特待員となる
- 1938年（昭和13年）: 「ベストクラブ」を「写研会」と改称
- 1950年（昭和25年）: 「倉吉美術協会」設立（のちの「倉吉市美術展覧会」）
- 1954年（昭和29年）: 「第1回倉吉美術展覧会」写真部門審査員となる
- 1958年（昭和33年）: 「新協美術会」（東京）写真部門会員
- 1960年（昭和35年）: 「全鳥取美術展」写真部門審査員となる
- 1967年（昭和42年）: 「第11回鳥取県美術展覧会」写真部門審査員となる
- 1971年（昭和46年）: 塩谷定好作品展（赤碕農業管理センター）、塩谷定好回顧展（米子アートギャラリーU）
- 1975年（昭和50年）: 「塩谷定好名作集」出版（米子日本写真出版）
- 1976年（昭和51年）: 塩谷定好写真展（東京ペンタックスギャラリー）
- 1979年（昭和54年）: 「今日の日本の写真とその起源」展（イタリア）のち欧州各国巡回、塩谷定好作品展（赤碕農業管理センター）
- 1981年（昭和56年）: 第88回「写研会」写真展（倉吉博物館）
- 1982年（昭和57年）: フォトキナ写真展「フォトグラフィ1922～1982」（西ドイツ・ケルン美術館）
- 1983年（昭和58年）: 塩谷定好・植田正治写真展（鳥取県立博物館）
- 1985年（昭和60年）: 「パリ・ニューヨーク・東京」展（つくば写真美術館'85）
- 1988年（昭和63年）: 「ヒューストンフォトフェスト1988」において「塩谷定好写真展」のち全米各地巡回
- 1988年（昭和63年）: 89歳で死去
- 1990年（平成2年）: 米子写友会回顧展（米子市美術館）
- 2003年（平成15年）: 「日本写真史」展（ヒューストン美術館）　　「鉄道と絵画」展（福岡市美術館）
- 2005年（平成17年）: 「写真はものの見方をどのように変えてきたか」展（東京都写真美術館）
- 2006年（平成18年）: 「ルソーの見た夢、ルソーに見る夢」展（世田谷美術館）
- 2007年（平成19年）: 「20世紀美術探検」展（国立新美術館開館記念展）
- 2008年（平成20年）: 「子どものいる風景」展（神戸市立小磯記念美術館）、「倉吉の美術100年」展（倉吉博物館）
- 2011年（平成23年）: 「芸術写真の精華」展（東京都写真美術館）

## 写真集

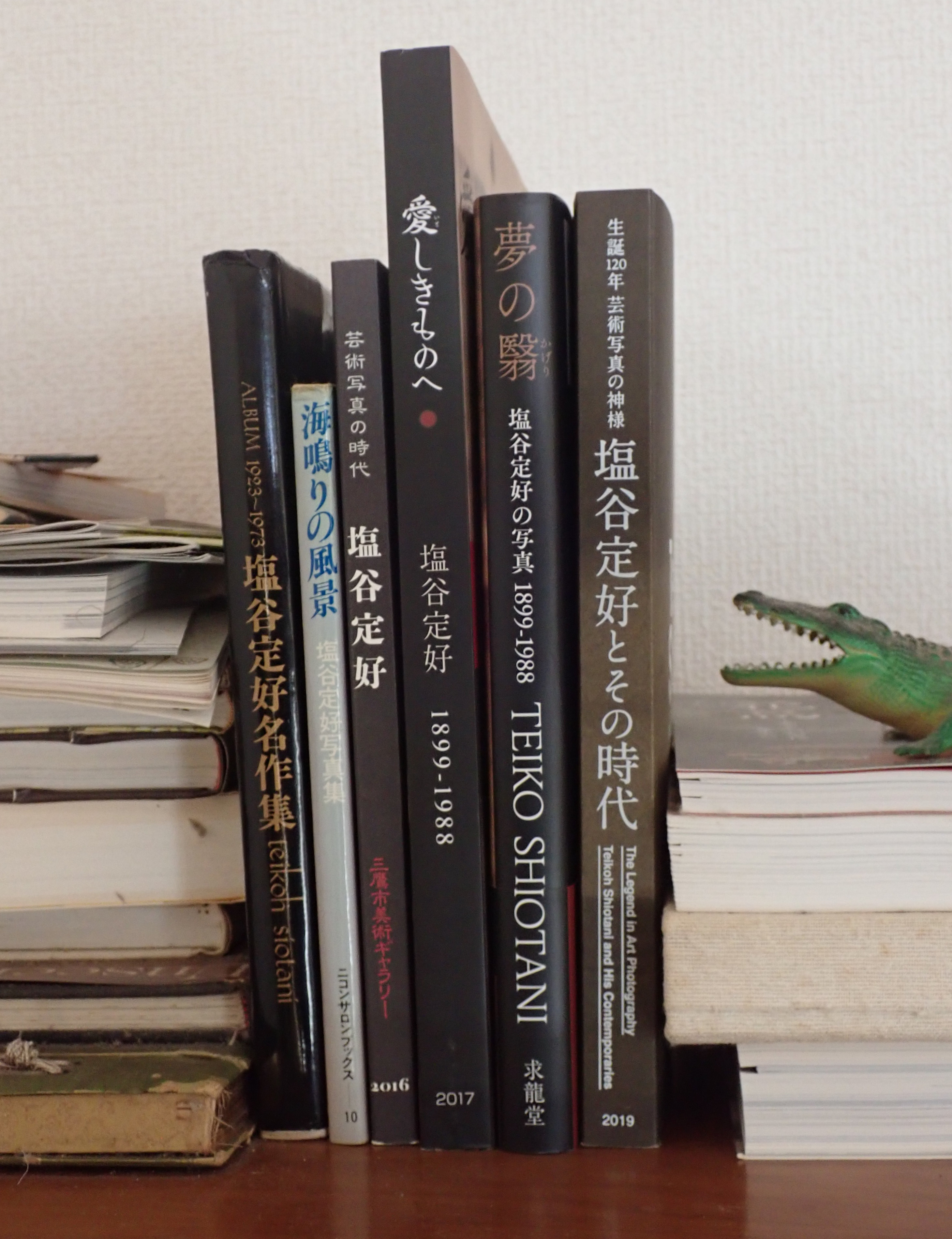
塩谷定好の写真集

- 『塩谷定好名作集 : 1923-1973』日本写真出版、1975年。
- 『海鳴りの風景 : 塩谷定好写真集』ニッコールクラブ、1984年。
- 浅倉祐一朗、大竹ゆき『芸術写真の時代 : 塩谷定好展 : カタログ』三鷹市美術ギャラリー、2016年。
- 蔦谷典子『愛しきものへ 塩谷定好1899–1988』島根県立美術館、2017年。
- 蔦谷典子『夢の翳 塩谷定好の写真1899–1988』求龍堂、2019年。ISBN 978-4-7630-1920-2。
- 『生誕120年 芸術写真の神様 塩谷定好とその時代』今井出版、2019年。ISBN 978-4-86611-176-6。

## 受賞・表彰
- 1976年（昭和51年）- 山陰中央新報社地域開発賞・文化賞
- 1977年（昭和52年）- 地方自治30周年記念・地方自治功労（文化向上）鳥取県知事表彰
- 1982年（昭和57年）
  - フォトキナ写真展「フォトグラフィ1922～1982」（西ドイツ・ケルン美術館）フォトキナ栄誉賞受賞
  - 鳥取県教育賞
- 1983年（昭和58年）
  - 日本写真協会功労賞
  - 第2回国際編集デザイン展（アメリカ）デザイン優秀賞
  - 第1回地域文化功労者文部大臣表彰
- 2010年（平成22年） - 琴浦町名誉町民[4]